# Pull of the Eye
Singles de Donkeyboy
City Boy
(2012) Silver Moon
(2012)
Pistes de Silver Moon
No More Movies
(6) On Fire
(8)
Pull of the Eye est une chanson du groupe norvégien Donkeyboy, sortie le 27 février 2012 en tant que second single de leur deuxième album studio, Silver Moon.

## Classements musicaux
| Pays    | Hit-parade       | Meilleure position | Temps dans le classement |
| ------- | ---------------- | ------------------ | ------------------------ |
| Norvège | Topp 20 Singles  | 11                 | 11 semaines              |
| Norvège | Billboard Norway | 4                  | 10 semaines              |